# Karelische Front
Die Karelische Front (russisch Карельский фронт) war eine militärische Formation der Roten Armee in der Zeit des Zweiten Weltkriegs. Die gegenüber der Grenze Finnlands eingesetzte Front wurde im August 1941 gebildet und bestand bis 15. November 1944, als das Hauptquartier der Front in den Fernen Osten verlegt wurde und dort die Küsten-Gruppe, die spätere 1. Fernostfront bildete.

## Geschichte
Die Front wurde am 23. August 1941 durch die Teilung der Nordfront in die Karelische und die Leningrader Front gebildet. Damit wurde dem Umstand Rechnung getragen, dass die Verhältnisse im Raum Leningrad sich grundlegend von denen jenseits des Polarkreises unterschieden. 
Hauptauftrag der Front war die Verteidigung des Abschnitts nördlich des Ladogasees und des Flusses Swir bis zur Eismeerküste bei Murmansk. Dabei standen ihr finnische und deutsche Truppen gegenüber, die versuchten, die strategisch wichtige Murmanbahn zu unterbrechen. Die Frontlinie zwischen dem Ladogasee und dem Onegasee wurde dabei in der Phase des Stellungskriegs von der selbständigen 7. Armee verteidigt.
Im Verlauf des Jahres 1944 beteiligte sich die Front zusammen mit der Leningrader Front an der Offensive gegen Finnland, die im Oktober 1944 den Waffenstillstand herbeiführte. In der Petsamo-Kirkenes-Operation eroberten Truppen der Front Gebiete im nördlichen Finnland und befreiten die norwegische Finnmark von den deutschen Besatzern.
Die Karelische Front führte, fast einzigartig in der modernen Militärgeschichte, größere militärische Operation unter arktischen Bedingungen durch. Die Expertise in der Durchführung der Operation, insbesondere in Bezug auf die Rückwärtigen Dienste und der Versorgung mit Nachschub waren von erheblichem Nutzen bei der Durchführung der Operation Auguststurm, der Offensive der Roten Armee gegen die kaiserlich-japanische Kwantung-Armee in der Mandschurei, und viele höhere Offiziere wurden von der Karelischen Front in das Kriegsgebiet am Baikalsee versetzt.
Am 15. November 1944 wurde die Karelische Front aufgelöst. Die 7. Armee wurde in die 9. Gardearmee umgewandelt und nach Ungarn verlegt, die 19. Armee wurde Teil der 2. Weißrussischen Front. Die 14. Armee blieb als selbständige Armee bis Mai 1945 auf dem Territorium Norwegens stehen.

## Frontkommando
- Generaloberst Walerian Alexandrowitsch Frolow (September 1941 – Februar 1944)
- Generaloberst Kirill Afanassjewitsch Merezkow (Februar 1944 – November 1944)
- Korpskommissar A.S. Scheltow (Mitglied des Militärrats, September 1941 – Juli 1942)
- Brigadekommissar G.N. Kuprijanow (Juli – November 1942)
- Divisionskommissar P.K. Batrakow (November 1942 – Februar 1944)
- Oberst L.S. Skwirski (Chef des Stabes, September 1941 – Mai 1943)
- Generalmajor B.A. Pigarewitsch (Chef des Stabes, Mai 1943 – August 1944)
- Generalleutnant A. N. Krutikow (Chef des Stabes, August – November 1944)

## Gliederung der Karelischen Front (Juli 1942)
Frontkommandeur: Generalleutnant W. A. Frolow
- 32. Armee
  - 176. Schützendivision
  - 289. Schützendivision
  - 313. Schützendivision
- 26. Armee
- 19. Armee
- 14. Armee
- 7. Armee
  - IV. Korps
  - XXXVII. Gardekorps
  - IC. Korps
  - 368. Schützendivision

## Operationen
- Juli – August 1944: Swir-Petrosawodsker Operation gegen Finnland
- Oktober 1944: Petsamo-Kirkenes-Operation gegen die Wehrmacht